# ليمبادي
ليمبادي (باليونانية: Lymbados) هي كومونا في مقاطعة فيبو فالينتيا، بمنطقة قلورية، جنوب إيطاليا، وتقع على بعد 70 كيلومترًا (43 ميلًا) جنوب غرب قطنصار، و 15 كيلومترًا (9 ميل) جنوب غرب فيبو فالينتيا.